# Towarzystwo Kółek Rolniczych we Lwowie
Towarzystwo Kółek Rolniczych we Lwowie – działające w latach 1882-1918 stowarzyszenie mające na celu modernizację i podniesienie poziomu gospodarczego gospodarstw chłopskich w Galicji
Towarzystwo Kółek Rolniczych we Lwowie zostało założone w 1881 przez grupę ziemiańskich działaczy związanych z Galicyjskim Towarzystwem Gospodarskim i Towarzystwa Rolniczego Krakowskiego, na bazie wcześniej istniejącego Towarzystwa Oświaty i Pracy. Statut towarzystwa został zatwierdzony  reskryptem L. 44.701,c. k. Namiestnictwa z dnia 1 sierpnia 1882. Według niego TKR prowadziło działalność na terenie całej Galicji. Jego celem miało być podniesienie dobrobytu, oświaty i moralności ludu poprzez zakładanie kółek rolniczych. Cel ten zamierzano osiągnąć poprzez pouczanie ludu ustnie i za pomocą pism o rolnictwie i przemyśle domowym. Zakładanie czytelni, bibliotek, spółek przemysłowo-handlowych i sklepików po miasteczkach i po wsiach, oraz straży pożarnych. Ułatwianie nabycia doborowych nasion, maszyn i narzędzi rolniczych, Branie udziału w wystawach gospodarskich i przemysłowych, zwiedzanie dobrych gospodarstw w okolicy i zwiedzanie kolejno gospodarstw członków Kółka. Zachęcanie do lepszego gospodarowania, budzenie zamiłowania oszczędności, pracy i w ogóle przedsiębranie czynności wszelkich, które do podniesienia oświaty, moralności i dobrobytu ludu przyczynić się mogą. Zarząd Główny towarzystwa mieścił się we własnym budynku przy ul. Mickiewicza 26 we Lwowie.
Organem Towarzystwa było czasopismo: "Przewodnik Kółek Rolniczych", wychodzące pod redakcją najpierw Ludwika Zielonki, potem  Zygmunta Dudrewicza a następnie Telesfora Adamskiego. TKR prowadziło także rozległą działalność wydawniczą publikując liczne broszury popularyzujące wśród chłopów zasady nowoczesnego gospodarowania oraz stanowiące dla nich instruktaż we wprowadzaniu we wprowadzaniu nowości w zakresie hodowli zwierząt i uprawy roślin. Do publikacji sygnowanych przez TKR należały m.in. prace Kazimierza Miczyńskiego, Bolesława Pobóg Gurskiego, Zdzisława Chmielewskiego, Jana Opieńskiego, Ottona Lille, Wacława Kruszewskiego i Zdzisława Ludkiewicza, Jerzego Turnaua, Władysława Piotra Wąsowicza, Juliana Tałasiewicza, Jana Blautha. W latach 1911–1914 Towarzystwo prowadziło stacjonarne kursy handlowe w Ciężkowicach celem kształcenia personelu sklepowego dla potrzeb placówek prowadzonych przez TKR. Jego organizacją filialną był założony w 1912 jako spółka z ograniczoną odpowiedzialnością – Związek Ekonomiczny Towarzystwa Kółek Rolniczych, od 1 kwietnia 1913 działający pod nazwą Związek Ekonomiczny Kółek Rolniczych, który w 1912 prowadził 932 własne sklepy na terenie całej Galicji.
Towarzystwo szybko rozwijało się organizacyjnie, w 1899 liczyło 529 kółek rolniczych z 26 526 członków, w 1905 już 1899 kółek rolniczych z 52 929 członkami zwyczajnymi a w 1912 liczyło 1778 kółek rolniczych zrzeszających 73 920 członków zwyczajnych, oraz 84 członków założycieli i 1751 członków wspierających. W 1914 protektorami Towarzystwa byli: arcybiskup obrządku ormiańskiego Izzak Mikołaj Isakowicz oraz ziemianie Bolesław Augustynowicz, Stanisław Brykczyński i Bronisław Dulęba. Prezesem stowarzyszenia w tym czasie był Artur Cielecki-Zaręba, zaś wiceprezesami Bronisław Dulęba i Marian Jaroszyński. Swoją działalność prowadziło poprzez Zarządy Powiatowe TKR które istniały w: Białej (prezes Adolf Poniński), Bochni (ks. Adolf Albin), Brodach (Oktaw Sala), Brzesku (Adam Jordan), Brzeżanach (Karol Wojciechowski), Brzozowie (Stanisław Biały), Buczaczu (Władysław Wolański), Cieszanowie (Kazimierz Jampolski), Chrzanowie (Edward Mycielski), Czortkowie (Bronisław Krukiewicz), Dąbrowie (ks. Jan Pilch), Gorlicach (ks. Antoni Walawender ), Grybowie (Wincenty Śmiałowski), Husiatynie (ks. Kazimierz Głowiński), Jarosławiu (Jerzy Czartoryski), Jaśle (ks. Zygmunt Męski), Kamionce Strumiłowej (Józef Bartmański), Kołomyi (Stanisław Gruszecki), Krakowie (Stefan Surzycki), Krośnie (Tadeusz Śmiglewski), Limanowej (ks. Franciszek Miklasiński), Lwowie (Bronisław Dulęba), Łańcucie (Bolesław Żardecki), Mielcu (Gustaw Szaszkiewicz), Myślenicach (ks. Andrzej Kościołek), Nisku (Władysław Olszewski), Nowym Sączu (Jan Skąpski), Nowym Targu (ks. Jan Bułat), Oświęcimiu (Karol Dydusiak),  Pilznie (Adam Krężel), Podhajcach (Mieczysław Zajączkowski), Przemyślu (Władysław Leon Sapieha), Przemyślanach (Roman Tyzenhaus), Przeworsku (Andrzej Lubomirski), Rohatyniu (Franciszek Biesiadecki), Ropczycach (Jan Chmiel), Rudkach (Karol Surówka), Rzeszowie (Jan Gumiński), Samborze (ks. Ludwik Bikowski), Sanoku (ks. Franciszek Matwijkiewicz), Skałacie (Ludwik Koziebrodzki), Stanisławowie (Józef Sigmund), Strzyżowie (Władysław Michałowski), Tarnobrzegu (Zbigniew Horodyński), Tarnopolu (Celestyn Podlewski), Tarnowie (Wincenty Witos), Trembowli (ks. Stanisław Korzeniowski), Wadowicach (Stefan Bobrowski), Wieliczce (Stanisław Larysz-Niedzielski),  Złoczowie (ks. Wincenty Czajkowski), Żółkwi (Stanisław Śnieszko-Nieczuja) i Żywcu (Władysław Kępiński).
Po odzyskaniu przez Polskę niepodległości Towarzystwo Kółek Rolniczych w 1919 weszło wraz z Krakowskim Towarzystwem Rolniczym w skład Małopolskiego Towarzystwa Rolniczego.

## Źródła do historii Towarzystwa Kółek Rolniczych
- XXIII Sprawozdanie z działalności Towarzystwa „Kółek rolniczych” za rok 1905, Lwów 1906 Podkarpacka Biblioteka Cyfrowa – wersja elektroniczna
- XXIV. Sprawozdanie z czynności Towarzystwa „Kółek rolniczych” za rok 1906, Lwów 1907 Podkarpacka Biblioteka Cyfrowa – wersja elektroniczna
- XXVIII. Sprawozdanie z czynności Towarzystwa „Kółek rolniczych” za rok 1910, Lwów 1911 Podkarpacka Biblioteka Cyfrowa – wersja elektroniczna
- "Przewodnik Kółek Rolniczych" – 1905, 1912, 1923, 1925, 1927, 1928 Biblioteka Cyfrowa Uniwersytetu Łódzkiego – wersja elektroniczna
- "Przewodnik Kółek Rolniczych" – 1891, 1892, 1898–1903, 1905–1914 Wielkopolska Biblioteka Cyfrowa – wersja elektroniczna